# Mistrzostwa Panamerykańskie w Boksie 2009
Wyniki zawodów bokserskich, które rozgrywane były w dniach: 22 - 26 czerwca 2009 r. w Meksyku. Zawodnicy rywalizowali w 11. kategoriach wagowych. Była to 8. edycja bokserskich mistrzostw panamerykańskich.

## Medaliści
| Kategoria wagowa              | Złoto            | Srebro             | Brąz                               |
| Waga papierowa (-48 kg)       | Paulo Carvalho   | Emmanuel Rodríguez | Daniel Matellon Ceiber Ávila       |
| Waga musza (-51 kg)           | Braulio Ávila    | Yampier Hernández  | Oscar Negrete Eddy Valenzuela      |
| Waga kogucia (-54 kg)         | Rey Vargas       | Camilo Pérez       | Maurcio Pacheco Juan Payano        |
| Waga piórkowa (-57 kg)        | Robson Conceição | Óscar Valdez       | Claudio Marrero Jorge Maisonet     |
| Waga lekka (-60 kg)           | Yankiel León     | Francisco Vargas   | Roberto Navarro Éverton Lopes      |
| Waga lekkopółśrednia (-64 kg) | Roniel Iglesias  | Ramses Garcia      | Myke Carvalho Jonathan Batista     |
| Waga półśrednia (-69 kg)      | Idel Torriente   | Óscar Molina       | Esquiva Falcão                     |
| Waga średnia (-75 kg)         | Emilio Correa    | Alex Theran        | Yamaguchi Falcão Héctor Cervantes  |
| Waga półciężka (-81 kg)       | José Larduet     | Jeison Monroy      | Steve Franjic Gilbert Castillo     |
| Waga ciężka (-91 kg)          | Osmay Acosta     | Sylvera Louis      | Deivis Julio Ventura Vasquez       |
| Waga super ciężka (+91 kg)    | Erislandy Savón  | Juan Hiracheta     | Tariq Abdul-Haqq Gidelson Oliveira |